# Sint Nicolaas
San Nicolas
Sint Nicolaas ou San Nicolas est une localité au sud-est de l'île d'Aruba. Elle est située à 19 km au sud-est de la capitale Oranjestad.

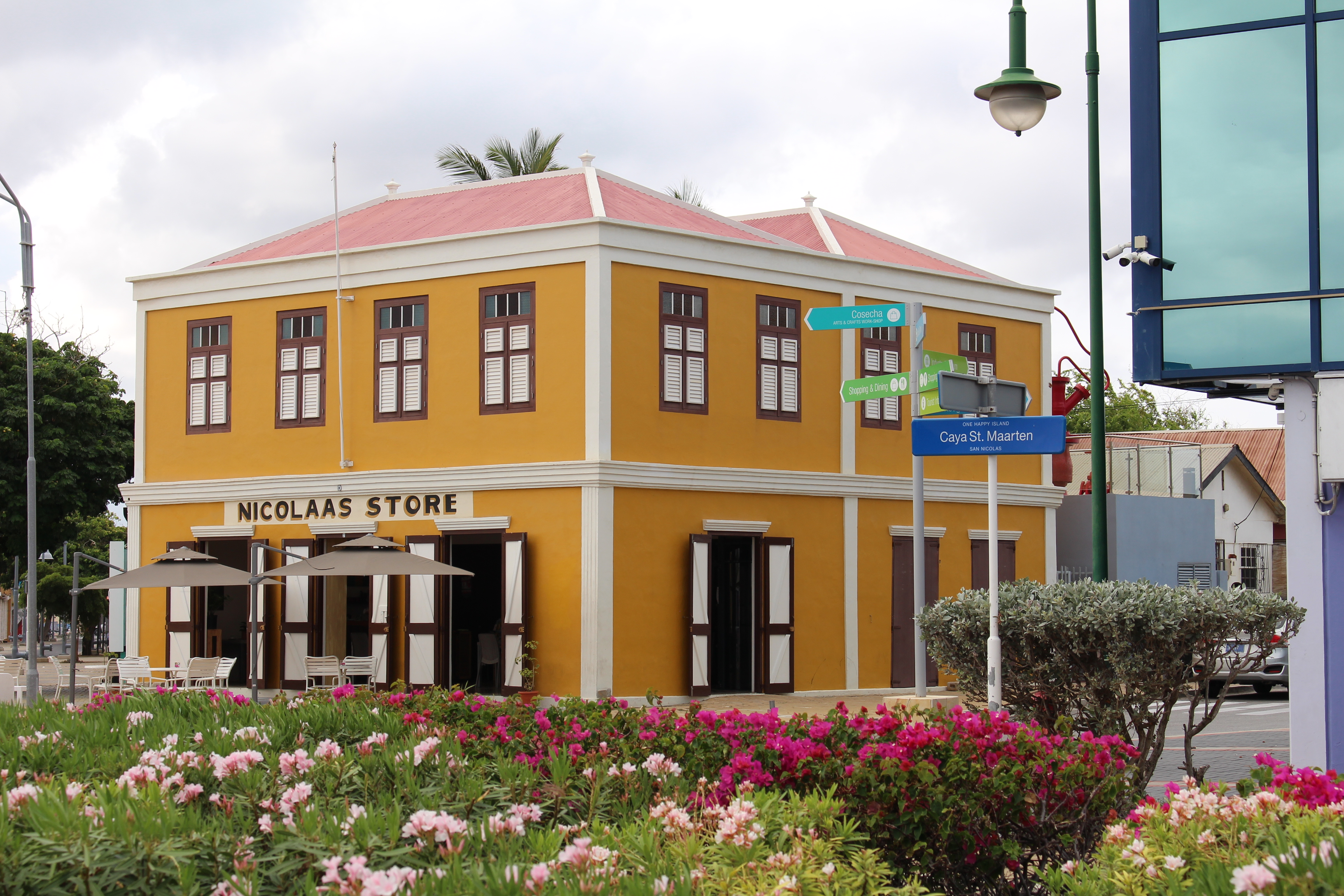
Magasin Nicolaas en 2018

## Raffinerie de pétrole
Une raffinerie de pétrole est établie depuis 1924 sur le territoire de la ville. Fermée en 1985, elle été rouverte en 1991.

## Patrimoine
- Le Musée du train miniature présente des trains miniatures en provenance d'Angleterre, d'Allemagne, des États-Unis et du Canada, ainsi que de nombreux modèles d'avions et d'automobiles.